# Cerva e Limões
Cerva e Limões (oficialmente: União das Freguesias de Cerva e Limões) é uma freguesia portuguesa do município de Ribeira de Pena, com 63,23 km² de área e 2285 habitantes (censo de 2021). A sua densidade populacional é 36,1 hab./km².

## História
A freguesia foi criada a 30 de maio de 2013 através da fusão das duas antigas freguesias de Cerva e Limões. A principal localidade e sede da união de freguesia é a vila de Cerva.

## Demografia
A população registada nos censos foi:
| Distribuição da População por Grupos Etários | Distribuição da População por Grupos Etários | Distribuição da População por Grupos Etários | Distribuição da População por Grupos Etários | Distribuição da População por Grupos Etários | Distribuição da População por Grupos Etários |
| -------------------------------------------- | -------------------------------------------- | -------------------------------------------- | -------------------------------------------- | -------------------------------------------- | -------------------------------------------- |
| Antes da agregação                           |                                              |                                              |                                              |                                              |                                              |
| Ano                                          | 0-14 anos                                    | 15-24 anos                                   | 25-64 anos                                   | >= 65 anos                                   | Total                                        |
| 2001                                         | 525                                          | 461                                          | 1378                                         | 636                                          | 3000                                         |
| 2011                                         | 377                                          | 292                                          | 1320                                         | 626                                          | 2615                                         |
| Após a agregação                             |                                              |                                              |                                              |                                              |                                              |
| Ano                                          | 0-14 anos                                    | 15-24 anos                                   | 25-64 anos                                   | >= 65 anos                                   | Total                                        |
| 2021                                         | 239                                          | 223                                          | 1154                                         | 669                                          | 2285                                         |